# Camille Gheorghiu
Pour les articles homonymes, voir Gheorghiu.
Camille Gheorghiu, née le 30 janvier 1996 à Paris, est une nageuse française.
Elle remporte la médaille d'or des relais 4x100 mètres nage libre et 4x200mètres nage libre aux Championnats d'Europe juniors de natation 2011 et la médaille de bronze du 400 mètres nage libre aux Championnats d'Europe juniors de natation 2012.
Elle est sacrée championne de France sur 200 mètres dos en 2015, en 2016 et en 2017.
Elle remporte aux Jeux méditerranéens de 2018 la médaille d'argent en relais 4 × 200 m nage libre.
Elle étudie à l'Université d'Aix-Marseille.